# Fabricia nigra
Fabricia nigra är en ringmaskart som beskrevs av Langerhans 1881. Fabricia nigra ingår i släktet Fabricia och familjen Sabellidae. Inga underarter finns listade i Catalogue of Life.